# Chrysler do Brasil
A Chrysler do Brasil foi uma divisão da americana Chrysler Corporation (atual Stellantis North America), que operou no Brasil entre 1967 e 1981, produzindo diversos automóveis de origem americana (Chrysler, Dodge e Plymouth) e francesa, oriundos da Simca do Brasil, depois que esta foi adquirida pelo Grupo Chrysler e extinta em 1967.

## História

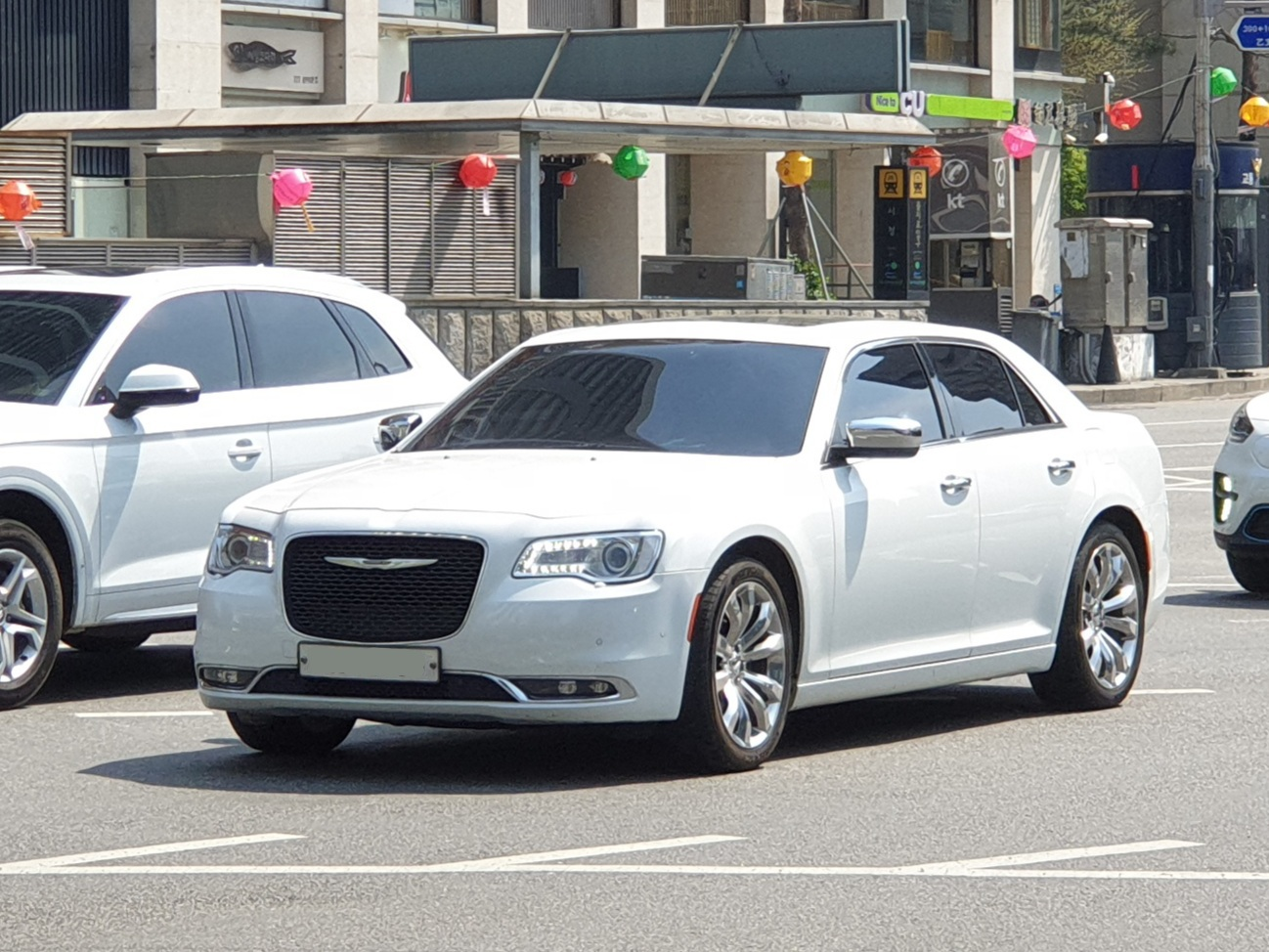
Chrysler 300C importado e vendido no Brasil entre 2005 e 2016.

Durante os anos 60, o Brasil vivia uma época de pleno crescimento na quantidade de empresas produtoras de veículos no país. Além da Volkswagen, operavam no setor automotivo as companhias DKW Vemag, IBAP, Puma, Simca e Willys-Overland do Brasil. General Motors e Ford já possuiam fábricas há muitos anos, porém a fabricação de automóveis ainda não havia começado, existindo apenas modelos importados. A Chrysler, que já havia montado modelos seus, da Dodge e da Plymouth, durante os anos 50 em regime CKD junto ao Grupo Brasmotor, via no Brasil uma grande oportunidade para a expansão de seus negócios. Para adentrar ao mercado brasileiro, a solução encontrada foi a aquisição da Simca do Brasil, divisão da francesa Simca, cuja propriedade e direitos foram adquiridos, à nível mundial, pela Chrysler Corporation. Somava-se à isso a crise enfrentada pela filial brasileira, somada aos problemas de qualidade de seus automóveis, à época.
Foi em 1967 que a Chrysler americana enviou ao Brasil o executivo Eugene Cafiero para assumir as operações da Simca do Brasil. Suas ações era coordenadas pelo colega americano Victor G. Pike, responsável pela concretização do planejamento de instalação da matriz americana no país. Num primeiro momento, todos os modelos Simca, como Chambord, o Presidente e o Esplanada, continuaram em produção, porém tiveram sua marca alterada para a empresa americana. A Chrysler do Brasil, contudo, aplicou diversas modificações aos veículos, principalmente em termos de ajustes mecânicos, com a finalidade de sanar seus problemas. O modelo Esplanada foi até enviado para os Estados Unidos a fim de ser analisado pelos engenheiros da matriz.

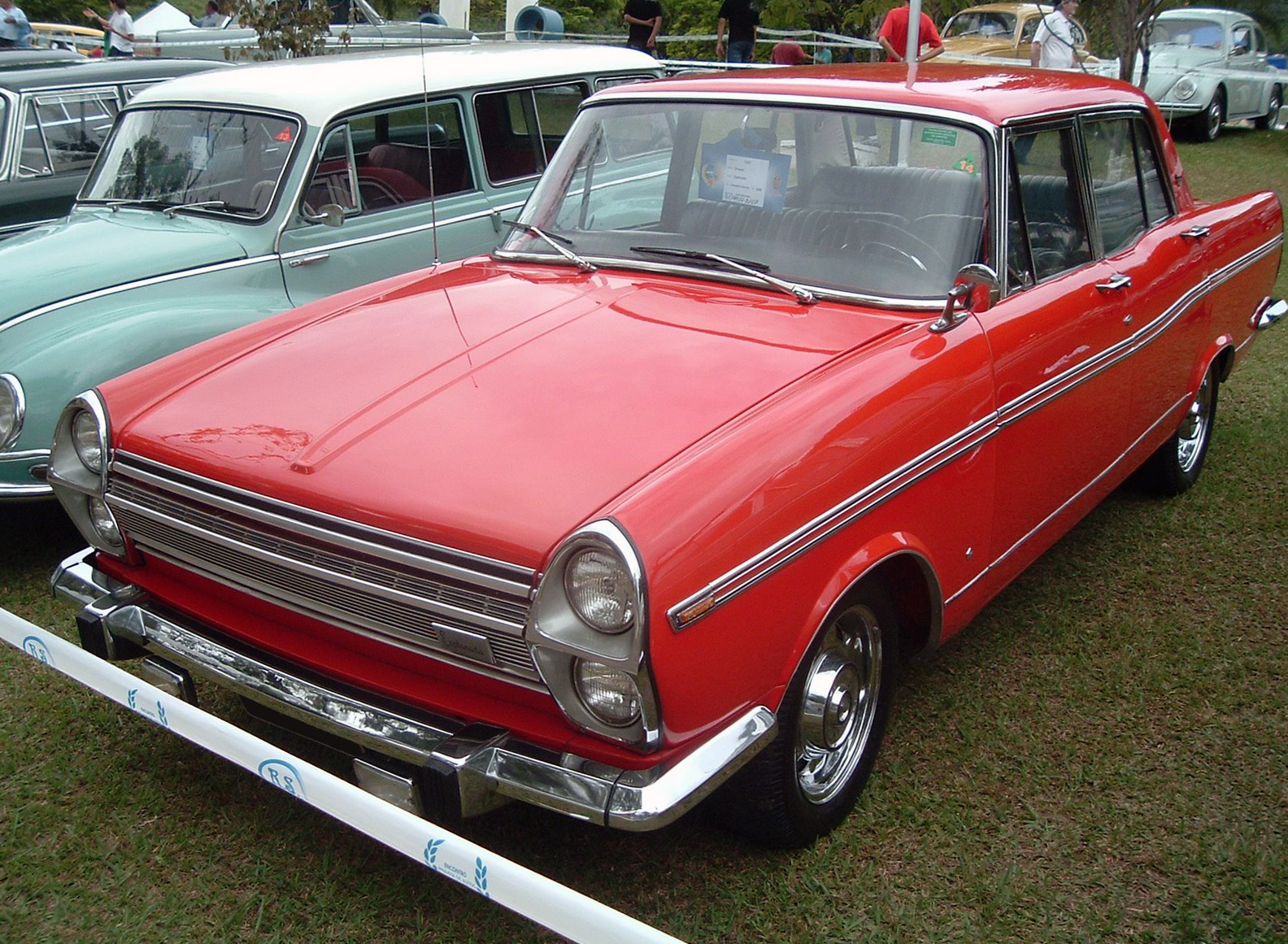
Esplanada, o começo de tudo no Brasil

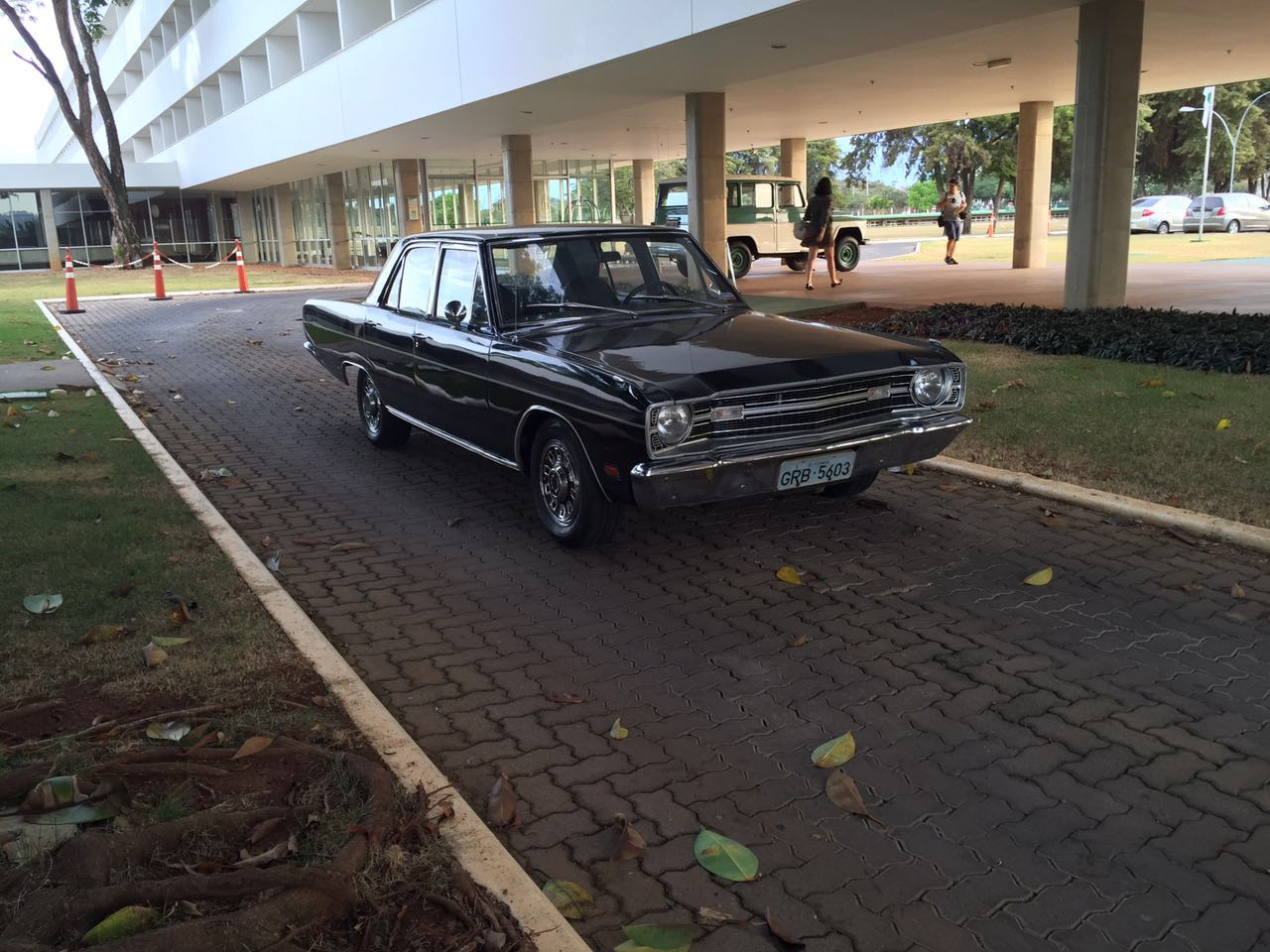
Dodge Dart Sedan 1972.

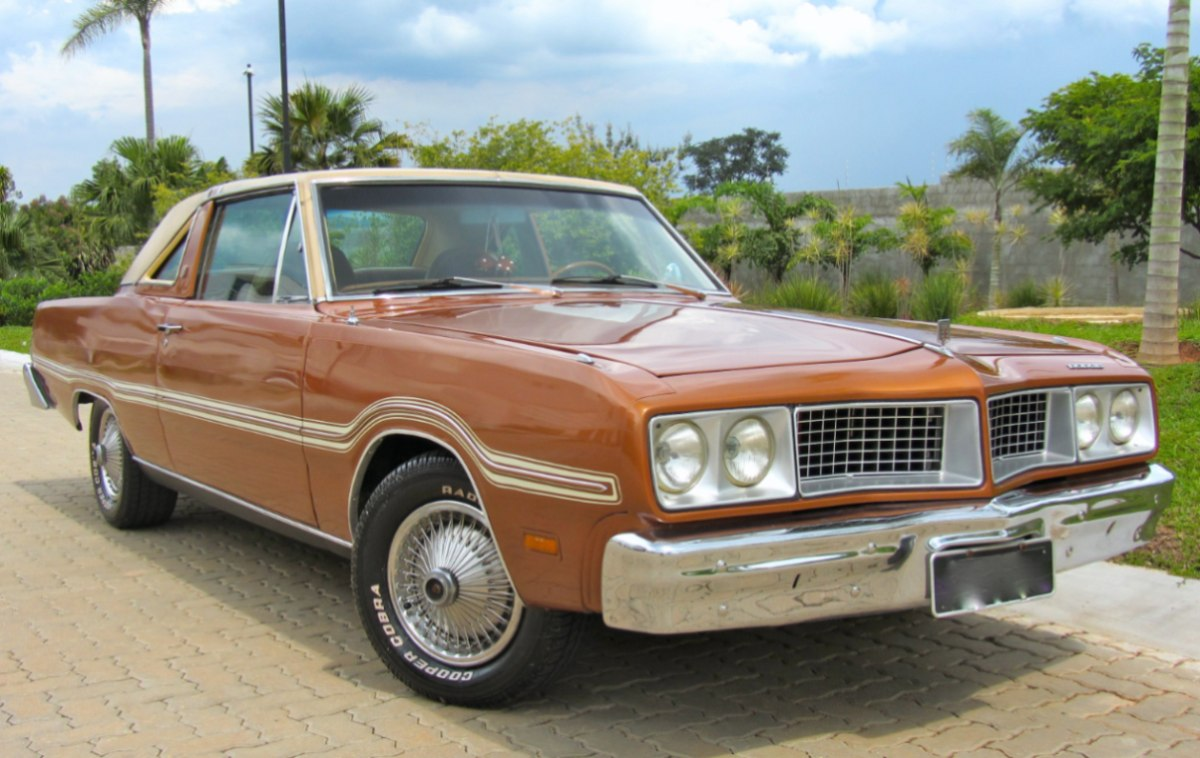
O Magnum era o coupé de luxo do Dart.

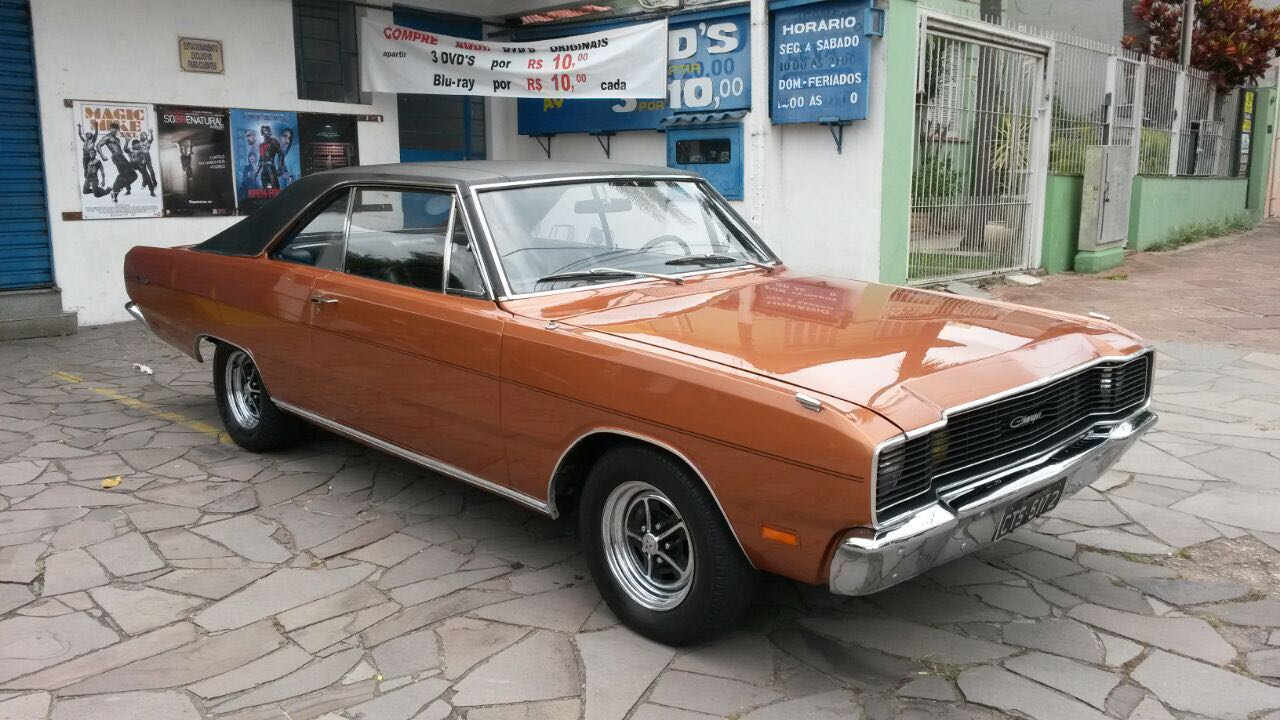
Dodge Charger 1972.

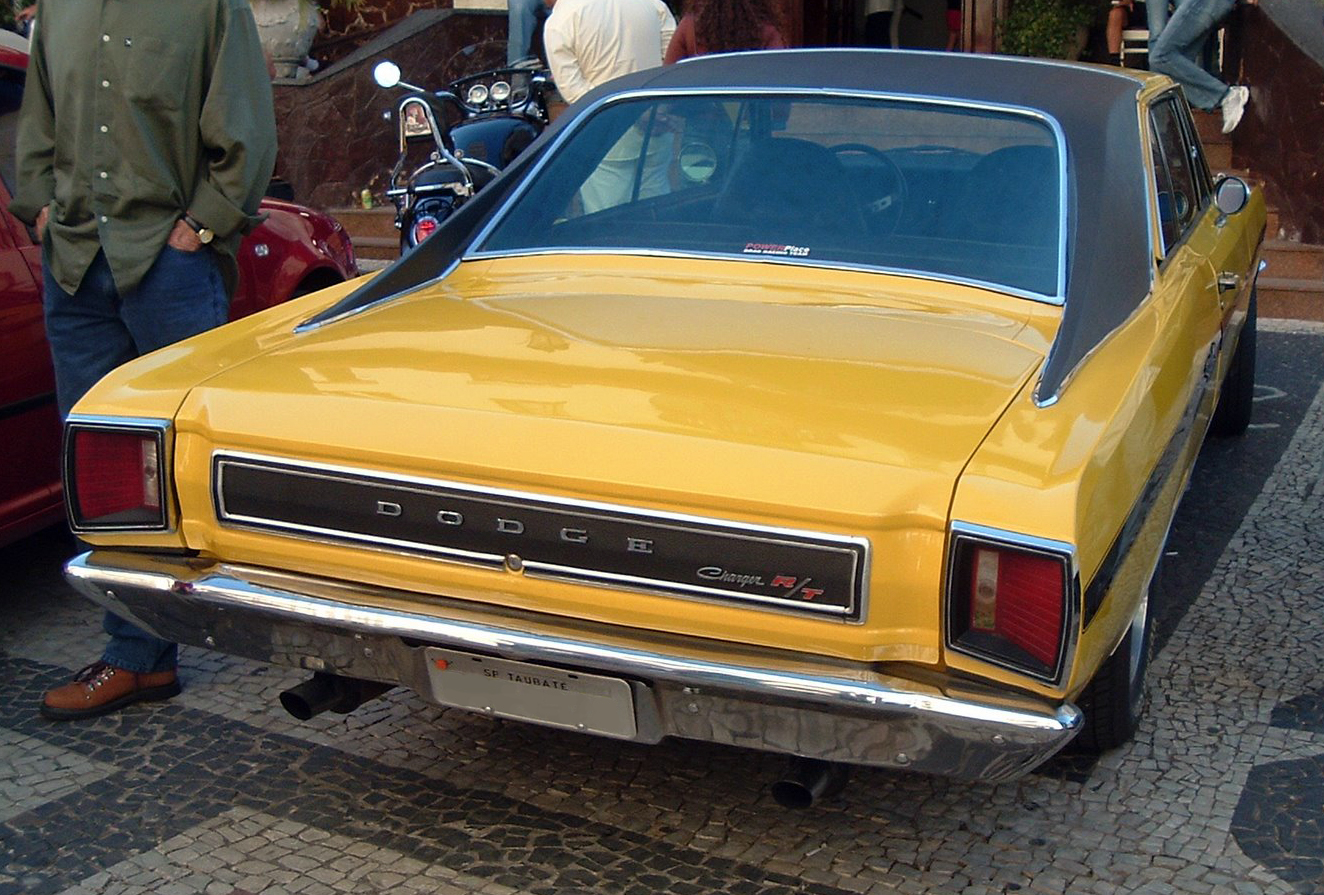
O Dodge Charger RT era o modelo esportivo da marca.

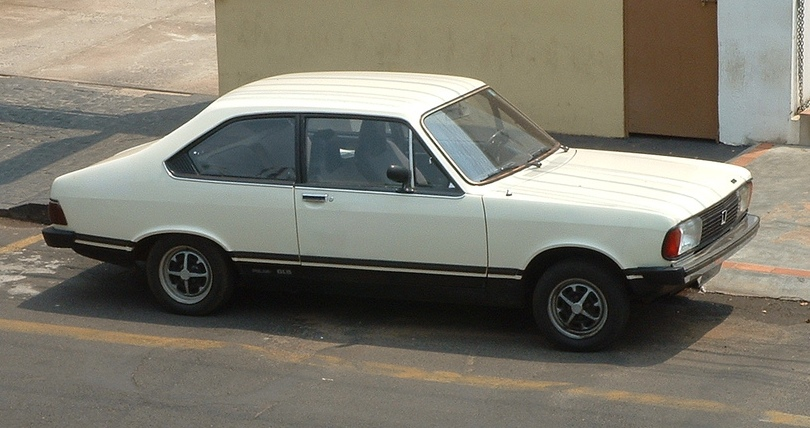
O Polara 1980, tinha ar condicionado e transmissão automática.

Mas a filial brasileira não pretendia apenas manter os modelos da extinta Simca do Brasil. Alçava voos mais altos, como reproduzir a linha americana no país e fazer frente aos novos concorrentes recém-lançados, o Chevrolet Opala e o Ford Galaxie, bem como ao veterano Aero Willys. Foi em 1969 que o primeiro fruto da investida no Brasil apareceu: era lançado o Dodge Dart, um sedã de porte médio com motor V8 de 318 polegadas(cerca de 5.2L), capaz de gerar potência entre 198cv e 215cv, dependendo da configuração.
Com a rápida ascensão de uma imagem de qualidade e durabilidade, a Chrysler do Brasil lançou vários modelos nos anos seguintes, como o Dart SE, o Dart Coupé, o Le Baron, o Magnum e o Charger, este último com apelo esportivo - tornando-se ícone da companhia no Brasil. Problemas relacionados com a crise do petróleo em 73 forçaram o departamento de engenharia a mudar configurações do motor, aumentar o tanque de combustível e acertar transmissões para tornar os veículos mais econômicos, todavia a Chrysler nunca abriu mão do propulsor - o maior do tipo já fabricado no Brasil. Outro modelo lançado em decorrência deste fator foi o Dodge Polara, cujo motor de 4 cilindros em linha oferecia consumo bem menor e performance superior aos concorrentes da época, como Chevrolet Chevette e Volkswagen Fusca.

## Declínio e extinção
Em 1980, a Volkswagen do Brasil adquiriu todas as ações da Chrysler do Brasil, desligando o controle americano sobre a filial brasileira. As intenções eram claras, abrir mercado eliminando os concorrentes. Desse modo, em 1981 a Chrysler do Brasil encerrou suas atividades, mantendo apenas a produção de uma espécie de caminhão voltada para o uso rural, até 1984. Ao todo, a Chrysler esteve presente durante 3 oportunidades no país; nos anos 50, mediante a joint venture com a Brasmotor, entre 1967 e 1981 com sua companhia e entre 1998 e 2002, com a divisão Dodge, que produziu a pick-up Dakota.
Desde 2009 sob controle do Grupo Fiat (mais tarde Fiat Chrysler Automobiles e atualmente Stellantis), a Chrysler pretende retornar ao Brasil pela 4.ª vez, porém não divulgou planos, nem modelos. Contudo, informações davam conta de que o veterano modelo Dodge Dart deveria ser fabricado pela Fiat no Brasil, em sua nova geração, sob o nome de Fiat Tempra, em menção ao antigo sedã médio grande vendido pela companhia italiana entre 1992 e 1998.